# 프리에나이구

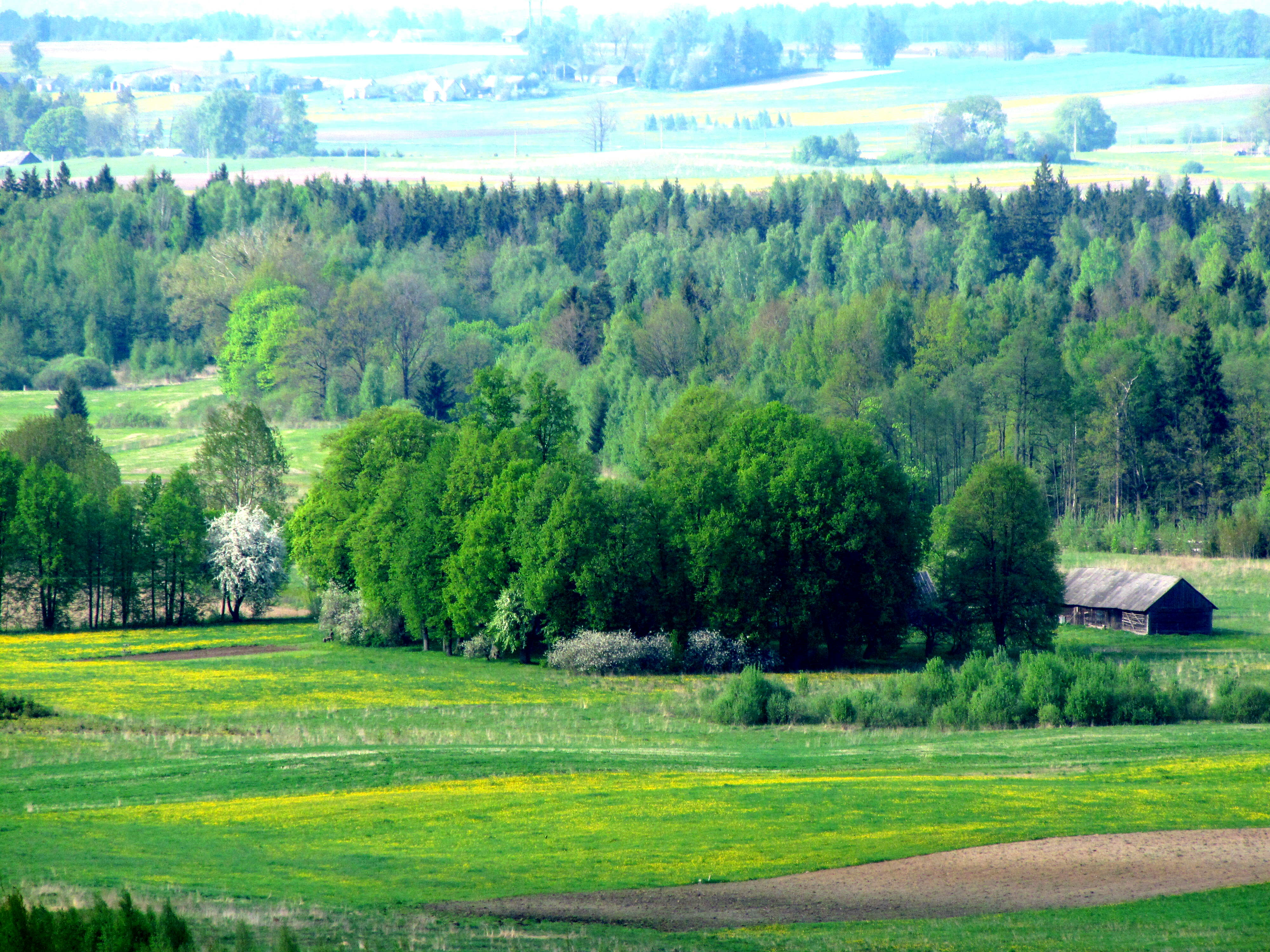
프리에나이구의 농촌 풍경

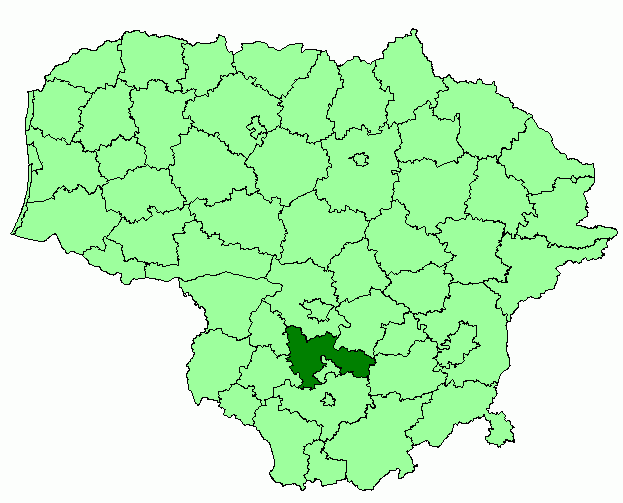
프리에나이구의 위치

프리에나이구(리투아니아어: Prienų rajono savivaldybė)는 리투아니아 카우나스주를 구성하는 8개 지방 자치체 가운데 하나로 행정 중심지는 프리에나이이며 면적은 1,032km2, 인구는 28,181명(2015년 기준), 인구 밀도는 27.3명/km2이다. 10개 장로구를 관할한다. 카우나스주 카우나스구, 카이샤도리스구, 비르슈토나스시, 알리투스주 알리투스구, 마리얌폴레주 마리얌폴레시, 카즐루루다시. 빌뉴스주 트라카이구와 접한다.

지방 자치체 문장